# Bob Clotworthy
Bob Clotworthy (n. 8 mai 1931, Newark, New Jersey, SUA – d. 1 iunie 2018, Salt Lake City, Utah, SUA) a fost un săritor în apă ce a reprezentat Statele Unite ale Americii, medaliat olimpic. A participat la 2 ediții ale Jocurilor Olimpice (1952, 1956) în care a câștigat o medalie de aur și o medalie de bronz.